# Kap Wollaston
Das Kap Wollaston (in Argentinien Cabo Martillo von spanisch martillo ‚Hammer‘, in Chile Punta Cóndor) ist ein Kap, das den nordwestlichen Ausläufer der Trinity-Insel im Palmer-Archipel westlich der Antarktischen Halbinsel bildet.
Entdeckt und kartiert wurde das Kap bei der von 1828 bis 1831 dauernden Expedition mit der Sloop Chanticleer unter Commander Henry Foster. Namensgeber ist William Hyde Wollaston (1766–1828), Beigeordneter der Royal Society im Board of Longitude von 1818 bis 1828, das Foster astronomische Messinstrumente für die Forschungsreise zur Verfügung stellte. Argentinische Wissenschaftler benannten das Kap deskriptiv nach seiner an einen Hammer erinnernde Form. Namensgeber der chilenischen Benennung ist der Andenkondor.